# Алачани
Алачани (груз. ალაჭანი) — село в Грузии, на территории Тианетского муниципалитета края (мхаре) Мцхета-Мтианети.

## География
Село находится в северо-восточной части Грузии, на левом берегу реки Кусно (правый приток Иори), на расстоянии приблизительно 3 километров (по прямой) к западу от посёлка городского типа Тианети, административного центра муниципалитета. Абсолютная высота — 1152 метра над уровнем моря.

## Население
По результатам официальной переписи населения 2014 года в Алачани проживал 51 человек (25 мужчин и 26 женщин). В национальной структуре населения грузины составляли 100 %.
| Год  | Население, человек |
| ---- | ------------------ |
| 2002 | 72                 |
| 2014 | ↘ 51               |